# ジャック・バウアー (自転車選手)
ジャック・バウアー（Jack Bauer、1985年4月7日 - ）は、ニュージーランドの自転車競技（ロードレース）選手。

## 来歴
ニュージーランドの南島北部タカカで、ドイツ系の家庭に生まれた。

### 2010年
- エンデュラ・レーシングと契約。
- ニュージーランド選手権・個人ロードレース 優勝

### 2011年
- ツール・ド・ノルマンディ 総合9位
- オリンピアズ・ツアー 総合2位
- ツアー・オブ・ユタ 区間1勝(第2)
- ロードレース世界選手権・個人タイムトライアル 19位

### 2012年
- ガーミン・バラクーダ（後のガーミン・シャープ）に移籍。
- ツアー・ダウンアンダー 総合11位
- ドリダーフス・ファン・ウェスト＝フラーンデレン 総合4位
- ジロ・デ・イタリア 第4ステージ・チームタイムトライアル 優勝
- ロンドンオリンピック
  - 個人ロード 10位
  - ITT 19位

### 2013年
- ツアー・ダウンアンダー 総合11位
- ジャパンカップサイクルロードレース 優勝

### 2017年
- クイックステップ・フロアーズに移籍

- ニュージーランド選手権・個人タイムトライアル 優勝

### 2018年
- ミッチェルトン・スコットに移籍。